# Ahn Gil-kang
Ahn Gil-kang (kor. 안길강), zwany również jako Ahn Gil-gang i Ahn Kil-gang (ur. 24 sierpnia 1966) – południowokoreański aktor.

## Kariera
Ahn Gil-kang zadebiutował w komedii akcji Trio w 1997 roku. Od tego czasu regularnie występuje w filmach i serialach.

## Filmografia

### Filmy
- 1997: Trio
- 2002: Utracona pamięć jako Lee Myung-Hak
- 2004:
  - Arahan Jangpung Daejakjeon jako Tong Kkang
  - Braterstwo broni jako sierżant Huh
- 2005:
  - Daseot gae ui siseon
  - Ya-soo-wa Mi-nyeo jako Choi Do-shik
- 2006:
  - Ya-soo jako Yang Ki-taek
  - Ma-eum-i...
  - Aejeong gyeolpibi du namja-ege michineun yeonghyang
  - The Romance
  - Gae oi neckdae sa yiyi chigan jako Jim
  - Won-tak-eui Cheon-sa jako anioł
  - Miasto przemocy jako Wang-jae
- 2007: Sik-gaek jako Sung-il
- 2008:
  - Wonseu-eopon-eo-taim jako Jang-cheon
  - Sonyeoneun Oljianneunda jako Myeong-soo
  - Da-jji-ma-wa Li - Ak-in-i-yeo Ji-ok-haeng Geub-haeng-yeol-cha-leul Ta-ra jako Jin-sang 6
- 2009: Guishin Iyagi
- 2010:
  - Budanggeorae jako lider drużyny Kwang-soo
  - Hel-lo-woo Go-seu-teu jako prezes
  - Mo-bi-dik jako detektyw Ma
- 2011:
  - On-cheon-han Do-si
  - Soo-sang-han Go-gaek-deul jako właściciel sklepu z rzeczami do baseballa
  - Neo-neun Pet jako redaktor naczelny
  - Wan-deuk-i jako trener
- 2012: Bi-ong-han do-si
- 2013:
  - Sin-ui han-su jako Heo Mok-soo
  - Dama z Seulu jako mistrz Park
- 2014: Hau-seu, mei-teu jak szef działu
- 2015: Jab-a-ya San-da jako prezes Wang
- 2018: Him-eul-ne-yo Mi-seu-teo Li jako pan Kim
- 2019: Sweet & Sour jako tata Lee Jang-hyeoka

### Seriale
- 2006: Moojeokeui Nakhasan Yowon jako Kit Yang Soo
- 2007: Wang-gwa Na jako Chi Gae Do
- 2008: Iljimae jako mnich Kong Gal-a-jae
- 2009: Seon-deok-yeo-wang jako Chil-sook
- 2010:
  - Łowcy niewolników jako Jjak-gwi
  - Coffee House jako ojciec Seung Yoon
- 2011:
  - Gye-baek jako Kwi-Woon
  - Bit-gwa Geu-rim-ja jako No Sang-Taek
  - Szkoła Marzeń jako Ma Doo-Sik
- 2012: Dae-poong-soo jako mnich Moo-hak Daesa
- 2014:
  - Bich-na-geo-na mi-chi-geo-na jako Kang Myeong
  - Ma-i Si-keu-rit Ho-tel jako Kim Geum-bo
  - Nae-il-do kan-ta-bil-le jako Yoo Won-sang
  - Sseu-ri-dae-i-jeu jako Kim Sang-hee
- 2015:
  - Orange Marmalade jako Baek Seung-hoon
  - Binnageona michigeona jako Gang-myeong
- 2016:
  - Najwyższa stawka jako Kim Che-geon
  - Cheese in the Trap jako Hong Jin-tak
  - Yeokdo-yojeong Kim Bok-joo jako Kim Chang-geol
  - Lustro czarownicy jako wędrowny mnich
- 2017:
  - Da-si Man-nan Se-gye jako Ahn Tae-bok
  - Bing-ru jako dyrektor artystyczny
  - Do-dook-nom, do-dook-nim jako Jang Pan-soo
  - Choi-go-eui Han-bang
  - Chu-ri-eui Yeo-wang jako szef działu Bae Gwang-tae
- 2018: Gye-ryong-seon-nyeo-jeon
- 2020:
  - Memorials jako Goo Yeong-tae[3][4]
  - Gu-mi-ho-dyeon jako Hyun Eui-woong
- 2021:
  - Dal-ri-wa Gam-ja-tang jako Jin Baek-won
  - Dae-bak-bu-dong-san jako Do Hak-seong

## Życie prywatne
Ahn Gil-kang w 2006 wziął ślub. On i jego żona mają dwie córki.

## Nagrody i nominacje
W 2008 roku został nominowany do SBS Drama Awards w kategorii "Best Supporting Actor" za rolę w filmie Iljimae. W 2021 roku został nominowany do KBS Drama Awards w kategorii "Best Supporting Actor" za rolę w Sell Your Haunted House.